# Bernardino León
Bernardino León Gross (Malaga, 20 ottobre 1964) è un politico e diplomatico spagnolo.

## Carriera diplomatica
È considerato un gran conoscitore della politica del Mediterraneo e del mondo arabo; nella sua carriera è stato destinato alle sedi diplomatiche spagnole in Liberia, Algeria e Grecia; vanta anche alcuni incarichi in seno al governo spagnolo, in qualità di segretario generale alla Presidenza del Governo e di Segretario di Stato agli Affari Esteri svolti negli anni 2000.
Come diplomatico dell'Unione europea, ha rivestito soprattutto il ruolo di rappresentante speciale per il Mar Mediterraneo Meridionale. 
Dal 1º settembre del 2014 al 5 novembre 2015 è stato in carica quale Rappresentante Speciale dell'Organizzazione delle Nazioni Unite per la Libia e capo della UNSMIL (Missione di supporto delle Nazioni Unite in Libia). 
È autore di alcune pubblicazioni su tematiche relative alle relazioni del mondo arabo con l'Occidente, argomento sul quale ha svolto conferenze in varie università.

## Biografia

### Nascita e formazione
Andaluso, figlio di Bernardino León Díaz, ex amministratore della Empresa Municipal de Aguas de Málaga e fotografo naturalista, e di Cristina Gross, discendente da immigrati tedeschi, ha due fratelli ed una sorella minori: Teodoro (giornalista e professore di Giornalismo all'Università di Malaga), Jorge (avvocato) ed Ebee (psicologa). Dal 1994 è sposato con Regina Reyes Gallur, compagna d'università alla Facoltà di Giurisprudenza. Hanno tre figli.
Comincia i suoi studi al collegio dei gesuiti di Malaga “San Estanislao de Kostka”. Laureatosi in Giurisprudenza a Málaga, lì ha conosciuto l'accademico Alejandro J. Rodríguez Carrión, studioso di diritto internazionale, che León considera uno dei suoi maestri.
Dopo essersi diplomato in studi internazionali, presso l'omonimo Centro dell'Università di Barcellona, nel 1988 ha frequentato corsi di relazioni internazionali al King’s College di Londra ed alla Sorbona di Parigi. Ha iniziato la carriera diplomatica nel 1989.

### Carriera professionale e diplomatica
La carriera professionale di León è stata fin da subito incentrata sulle mediazioni in diversi scenari internazionali: all'inizio degli anni novanta ha intrapreso numerose missioni speciali in alcuni Paesi dell'Africa subsahariana, e precisamente in Liberia, al tempo della guerra civile, in Sierra Leone, in Zaire ed in Libia, Paesi nei quali ha affrontato le crisi della fine degli anni '90. 
Nel 1997 si è recato in Ruanda e Burundi per negoziare, in nome del Governo spagnolo, la conduzione di un'indagine indipendente sull'assassinio di tre cooperanti spagnoli.
Molto ricco è anche l'elenco di incarichi, soprattutto diplomatici, svolti negli anni ‘90: dal 1989 al 1990 è stato Capo del Servizio di Coordinamento nel Gabinetto del Segretario di Stato alla Cooperazione Internazionale e per l'America Latina; dal 1990 al 1991 ha assunto la seconda direzione dell'ambasciata di Spagna in Liberia; dal 1991 al 1992 è stato Capo di Gabinetto del Presidente della Commissione Nazionale del V centenario; dal 1992 al 1995 è stato console spagnolo in Algeria; dal 1995 al 1998 è stato Ministro Consigliere presso l'ambasciata spagnola ad Atene. Tra il 1998 ed il 2001 è stato Capo di Gabinetto e Portavoce del Rappresentante Speciale dell'Unione Europea per il processo di pace nel Vicino Oriente, M. Á. Moratinos. León abbandona il posto per assumere la direzione della Fondazione ispano-marocchina “Tres Culturas”, che manterrà fino al 2004.
In quell'anno, infatti, viene nominato Segretario di Stato per gli Affari Esteri; quattro anni dopo viene designato segretario generale della Presidenza del Governo: entrambi gli incarichi sono stati assunti all'interno dei due governi socialisti guidati da José Luis Rodríguez Zapatero. In questa tappa professionale, Bernardino León, essendo il principale consulente in politica estera del Primo Ministro, si è occupato di numerose questioni: il risultato più importante riguarda l'ammissione della Spagna al G20, che vale al León un aumento del suo già significativo prestigio internazionale.
Nell'estate del 2011 lascia l'incarico governativo per quello diplomatico di Rappresentante Speciale dell'UE per la regione del Mediterraneo meridionale, su proposta di Catherine Ashton. Questa nomina rappresenta la risposta delle istituzioni comunitarie alla cosiddetta Primavera araba, al fine di implementare il dialogo europeo con le Nazioni di lingua araba che si affacciano sul Mediterraneo, in un contesto storico di profondi e traumatici travagli politici che stavano avendo luogo in quella regione. Tra i Paesi con i quali León, in questa nuova veste diplomatica, ha dialogato figurano soprattutto quelli recentemente transitati ad un regime democratico o che, comunque, hanno operato profonde riforme in tal senso, e, segnatamente, la Tunisia, il Marocco e la Giordania.
Il 1º settembre 2014 riceve la nomina di Sottosegretario Generale ONU, in qualità di rappresentante del Segretario Generale delle Nazioni Unite per la Libia, Paese in preda ad una sanguinosa guerra civile. Pochi giorni dopo viene anche investito del ruolo di Capo della Missione di supporto dell'ONU in Libia (UNSMIL- United Nations Support Mission in Libya), in sostituzione del libanese Tarek Mitri.

### Militanza politica
Dalla sua gioventù, Bernardino León ha mostrato uno spiccato interesse verso la politica. Durante la sua carriera universitaria, si mise a capo dell'associazione degli “Studenti per il Progresso”. Nel 1998 León si iscrive al PSOE, il Partito Socialista Operaio Spagnolo. Nel giro di una decina d'anni viene eletto Segretario Generale del PSOE di Málaga, posizione che ha abbandonato solo nel 2014 per ricevere l'incarico all'ONU. In quell'occasione ha sostenuto la candidatura di Eduardo Madina alle primarie per l'elezione del Segretario Generale del partito.

### Altre attività
Bernardino León si è occupato di tradurre in lingua spagnola numerosi testi sul tema delle relazioni tra Israele ed i Paesi arabi: tra di questi si segnalano “Il muro di ferro” di Avi Shlaim nel 2003, ed il saggio “Coprendo l'Islam” di Edward Saïd, dedicato al trattamento sui media dell'Islam, nel 2005.
Nel 2004 il musicista Daniel Barenboim, lo scrittore Edward Said e la Giunta dell'Andalusia hanno incaricato Bernardino León della creazione della Fondazione Barenboim-Said per la Musica ed il Pensiero. León dirige altresì il progetto West-East Divan Orchestra, un'orchestra di giovani arabi ed israeliani guidata da Daniel Barenboim: quest'iniziativa ha meritato il Premio Principe delle Asturie della Concordia 2002 per Barenboim e Said. 

## Onorificenze
León, nel corso della sua carriera ha ricevuto varie onorificenze in riconoscimento del proprio impegno diplomatico: il Ministero degli Affari Esteri di Spagna lo ha condecorato in tre occasioni (nel 1991, nel 1995 e nel 2001), per l'opera prestata in Zaire, Libia, Liberia ed Algeria, nonché per il lavoro in qualità di Capo di Gabinetto e Portavoce del Rappresentante Speciale dell'Unione Europea per il processo di pace nel Vicino Oriente. Nel 1998 gli è stata conferita la Croce al Merito Navale; nel 2009 l'Argentina lo ha insignito della Gran Croce dell’Ordine del liberatore San Martín.